# Werratalmuseum Gerstungen

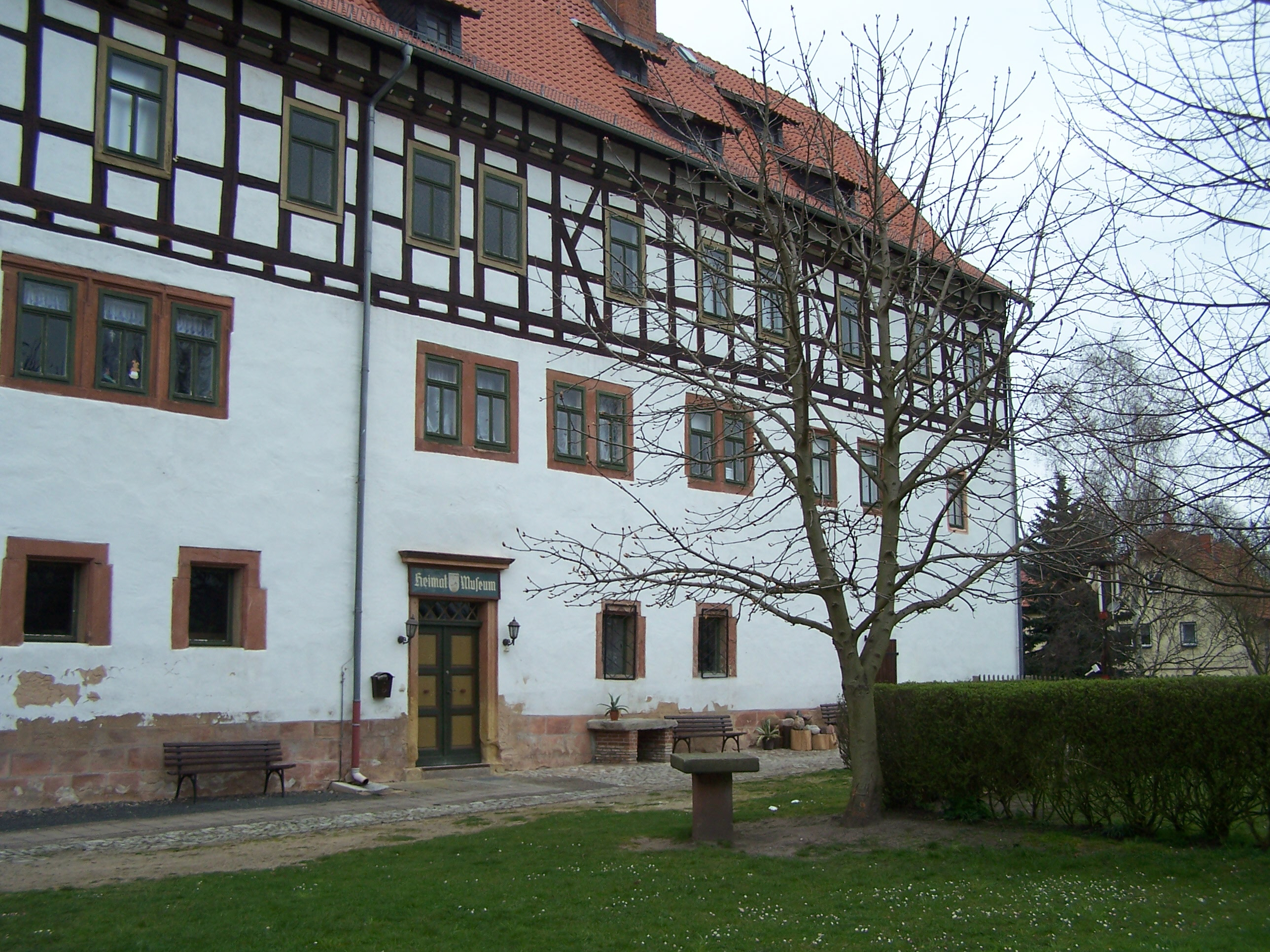
Das Gerstunger Museum

Das Werratalmuseum Gerstungen ist ein 1932 gegründetes Regionalmuseum  in den Räumen des ehemaligen Schlosses in der Gemeinde Gerstungen im Wartburgkreis in Thüringen.
Die Vielfalt der in Gerstungen ehemals ansässigen Handwerkerberufe dokumentiert das Museum mit Werkzeugen und Geräten, Zunfttruhen  und Handwerksbüchern aus dem 17. Jahrhundert. Gegenstände des bäuerlichen und handwerklichen Alltagslebens werden präsentiert.
Zeugnis für die einst hohe Blüte des Töpferhandwerks in Gerstungen legt die Ausstellung zur Werrakeramik ab. Neben Handwerkszeug der Töpfer, wie einer Drehscheibe mit Schlickerkasten, Glasurmühle, Formhölzern, Malhörnchen und farbigen Erden, findet der Besucher eine umfangreiche Sammlung wertvoller bäuerlicher Keramik. Bemerkenswert sind die humorvollen Töpfersprüche auf Schüsseln, Tellern und Henkelbräuten. Das Textilhandwerk präsentiert sich als komplette Ausstellung von Geräten zur Flachsverarbeitung über das Spinnrad bis hin zum großen Handwebstuhl mit darauf gefertigtem Leinentuch.

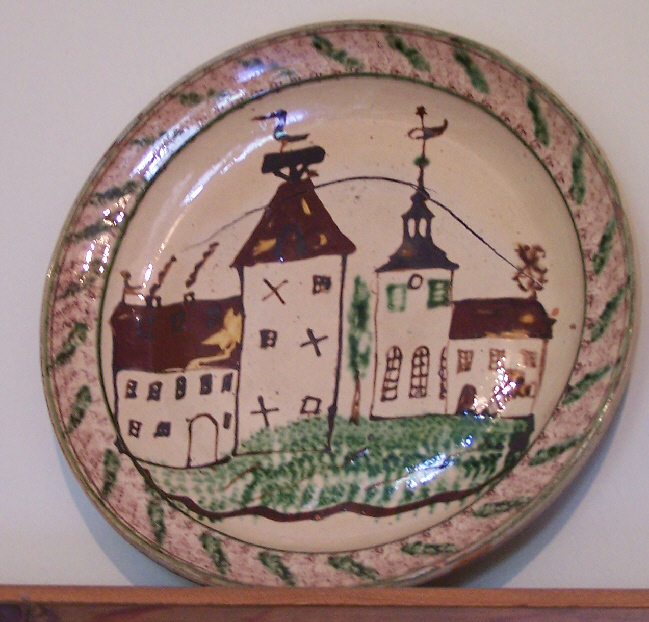
Das Gerstunger Schloss

Die Geologische Abteilung zeigt dem Besucher die Beschaffenheit der Formationen und das Vorkommen von Bodenschätzen, die die wirtschaftliche Entwicklung des Gerstunger Raumes prägten.
Die Geschichtliche Abteilung umfasst eine Vielzahl der vom Museumsgründer Arno Volland (1888–1968) und anderen Heimatforschern entdeckten Fundstücke, sie werden durch Schautafeln und Karten ergänzt. Dazu gehören Knochenfunde, Bestattungsurnen, einfache Werkzeuge und Schmuck.
Das Schaumodell vom Gerstunger Schloss, bäuerliche Möbel und Trachten sowie technische Ausrüstungen des Gerstunger Bahnhofs spannen den Bogen in die jüngste Vergangenheit.
In einem Seitenflügel des Schlosses, das der Justizbehörde unterstellt war, befinden sich nachgestellte Gefängniszellen. 

## Wissenschaftliche Studie
Aus 30 Bewerbern wurde 2011 das Gerstunger Museum mit vier weiteren Museen aus Niedersachsen, Schleswig-Holstein und der Schweiz für das Projekt "Neue Heimatmuseen und Wissensproduktion" der Universität Oldenburg ausgewählt. Die Volkswagenstiftung unterstützt dieses Projekt mit mehr als 600.000 Euro.
"Es geht darum, die Institution Heimatmuseum weiter zu entwickeln", erklärte Doris Drude. "Immer mehr Heimatmuseen entstünden und alle sammelten meist ziellos das Gleiche. Museen sollten eine eigene Sammlungsrichtung finden. Dazu bedarf es aber der Handreichung von Experten. Durch die Flut neuer Einrichtungen gingen attraktive Museen meist unter. Der Begriff Heimat werde zunehmend in der Museumslandschaft als abwertend gebraucht, so dass viele Museen ihn ablegen", so Drude. Zudem soll in dem Uni-Projekt untersucht werden, ob Museen eine identitätsstiftende Wirkung besitzen.